# Frisch ins Feld
 Frisch ins Feld ist ein Marsch von Johann Strauss Sohn (op. 398). Das Werk wurde am 6. Januar 1882 im Konzertsaal des Wiener Musikvereins erstmals aufgeführt.

## Einzelnachweis
1. ↑  Quelle: Englische Version des Booklets (Seite 78) in der 52 CDs umfassenden Gesamtausgabe der Orchesterwerke von Johann Strauß (Sohn), Hrsg. Naxos (Label). Das Werk ist als elfter Titel auf der 28. CD zu hören.